# Metalurgija prahov
Metalurgija prahov je tista veja metalurgije, ki se ukvarja z izdelavo kovinskih prahov in granulatov ter njihovo predelavo. Prah ali granulat najprej stisnemo v zahtevane oblike, le te pa nato ogrejemo na materialu ustrezno temperaturo, v materialu in namenu ustrezni zaščitni atmosferi. To ogrevanje, ki povzroči sprijemanje posameznih delcev, imenujemo sintranje in zato tako izdelane izdelke ali gradiva imenujemo sintrane izdelke oziroma sintrana gradiva. 
Ta tehnologija je edini način za proizvodnjo nekaterih izdelkov (taki so na primer porozni ležaji, izdelki iz karbidnih trdinskih gradiv, ....), včasih lahko z njo naredimo boljše materiale kot po klasičnih postopkih (na primer sintrana hitrorezna jekla - ASP jekla) ali pa je cenejša od standardnih postopkov (to je pri strojnih in konstrukcijskih elementih).